# Ремансу
Ремансу (порт. Remanso)  —  муниципалитет в Бразилии, входит в штат Баия. Составная часть мезорегиона Вали-Сан-Франсискану-да-Баия. Входит в экономико-статистический  микрорегион Жуазейру. Население составляет 37 625 человек на 2006 год. Занимает площадь 4693,505 км². Плотность населения — 8,01 чел./км².
Праздник города — 9 августа.

## История
Город основан в 1900 году.

## Статистика
- Валовой внутренний продукт на 2003 год составляет 84 717 221,00 реалов (данные: Бразильский институт географии и статистики).
- Валовой внутренний продукт на душу населения на 2003 год составляет 2289,84 реалов (данные: Бразильский институт географии и статистики).
- Индекс развития человеческого потенциала на 2000 год составляет 0,615 (данные: Программа развития ООН).

## География
Климат местности: полупустыня. В соответствии с классификацией Кёппена, климат относится к категории Bsh.